# 베이비 K
베이비 K(Baby K, 1983년 2월 5일 ~ )는 이탈리아의 가수로 싱가포르 출신이다.

## 전기
1983년 싱가포르에서 이탈리아인 부모 사이에서 태어난 그녀는 가족과 함께 영국 런던으로 이주하여 그곳에서 자랐습니다. 그녀는 Harrow School of Young Musicians에 다녔고 덕분에 유럽을 여행했습니다. 그녀는 십대 때 MCing에 전념했습니다. 2000년 수십 년 만에 이탈리아로 돌아와 힙합 라디오 프로그램에 참여했다. 2006년 래퍼 아미르(가수)와 함께 랩 데뷔를 했다. 그녀는 Bassi Maestro, Vacca, Amir 및 Rayden과 같은 래퍼의 많은 앨범 또는 믹스 테이프에 참여합니다.